# Paul Nakauchi

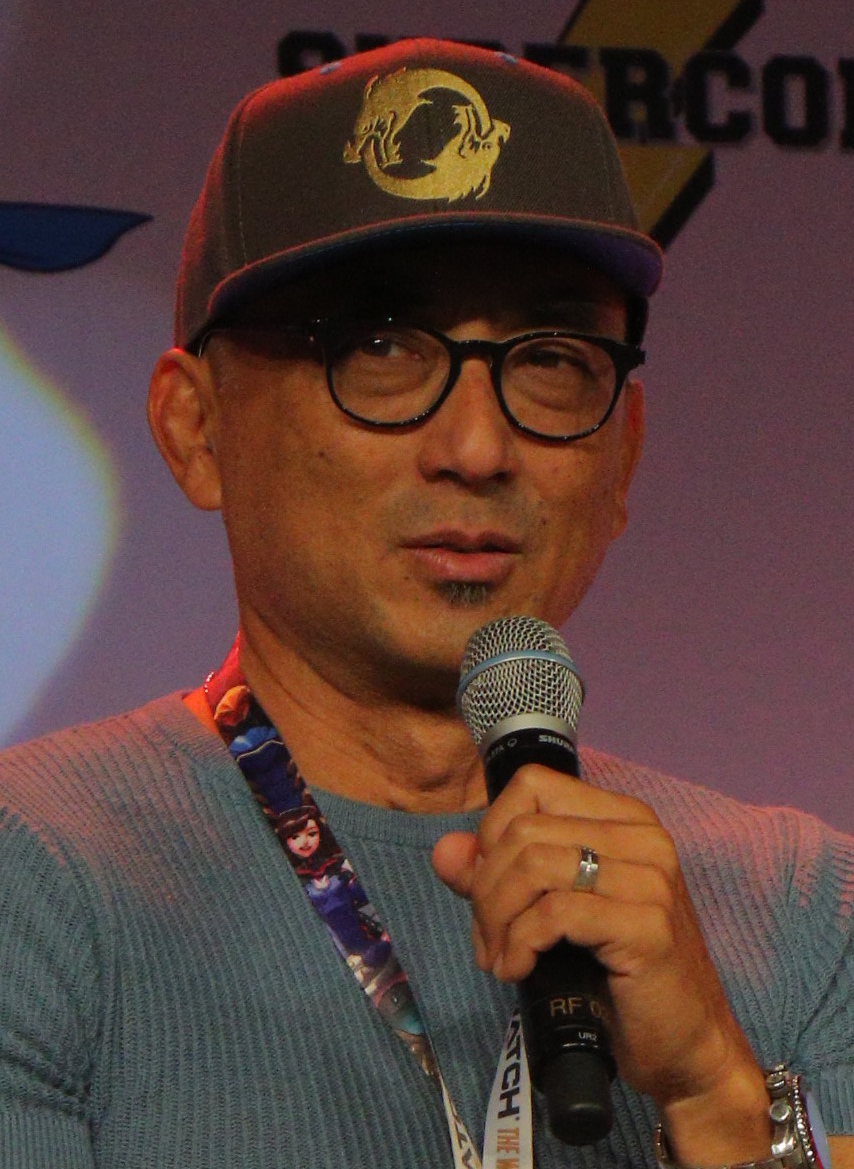
Paul Nakauchi no Florida SuperCon em 2018

Paul Nakauchi é um ator norte americano.

## Trabalhos

### Animações
- Batman: The Animated Series -
- Star Wars: The Clone Wars -

### Video game
- No More Heroes - Thunder Ryu
- Syphon Filter: The Omega Strain -
- Tomb Raider: Legend -
- Overwatch - Hanzo

### Filmes
- The Great Raid - Sgt. Shigeno
- Death Note (2017) - Watari

### TV
- ER -
- Knots Landing -
- Star Trek: Deep Space Nine -

### Broadway
- Chu Chem -
- The King and I - King Phra Meha Mongkut

1. ↑  AdoroCinema. «Paul Nakauchi». AdoroCinema. Consultado em 17 de março de 2023